# Quanto costa sognare/Ciao Enrica
Quanto costa sognare/Ciao Enrica è un singolo di Sandra Mondaini, con lo pseudonimo Sbirulino,  pubblicato nel 1987 dalla Five Record.

## Lato A
Il singolo, scritto da Sergio Bardotti su musica di Pippo Caruso, è stato la sigla del segmento dedicato ai bambini dal titolo "OK bimbi", all'interno della trasmissione "La giostra".
Il Piccolo coro dell'Antoniano è presente nei brani.

## Lato B
Sul lato b è incisa "Ciao Enrica", sigla strumentale di Pippo Caruso, intervallata dalla voce dell'attore Alfredo Papa che imitava con un "Ciao Enrica" appunto, le voci di Mike Bongiorno, Ugo Tognazzi, Amanda Lear, Beppe Grillo, Bettino Craxi, Topo Gigio, Francesco Cossiga, Corrado, Franco Franchi, Adriano Celentano, Diego Armando Maradona, Massimo Troisi e Francesco Cossiga. 